# Marc Smith
Marc Kelly Smith (nacido en 1949 en Chicago) es un poeta estadounidense y es considerado el padre fundador del movimiento mundial de poesía slam, por lo que recibió el apodo de Slam Papi.

## Biografía
Marc Smith nació en 1949 y creció en el sureste de Chicago, un área industrial de clase trabajadora históricamente muy influenciada por los inmigrantes europeos. Ha trabajado en la industria de la construcción durante gran parte de su vida profesional, pero escribe poesía desde los 19 años.
Marc Smith comenzó su trabajo como promotor literario y presentador en 1984 con la serie de micrófono abierto «Monday Night Poetry Reading» en un lugar llamado Get Me High-Lounge en el vecindario Bucktown de Chicago. El primer evento literario en el formato de un concurso de poesía tuvo lugar aquí en 1986 con autores de ideas afines, el llamado Chicago Poetry Ensemble. Al principio parecía más un programa de variedades que una competencia. En el mismo año, la serie de eventos se trasladó a Uptown Green Mill. El evento de tres horas, que ha tenido lugar allí desde entonces como Uptown Poetry Slam, consta de tres partes: primero un micrófono abierto, luego la presentación de presenta poetas o autores invitados y, finalmente, el Poetry Slam. El Uptown Poetry Slam es el programa de poesía semanal de mayor duración en los Estados Unidos.
En pocos meses, el movimiento slam se extendió desde Chicago, primero a San Francisco y Nueva York, y finalmente a todo Estados Unidos. Los slams de poesía ahora se están llevando a cabo en más de 500 ciudades alrededor del mundo.
Smith fue quién acuñó el término slam, que según él, estaba directamente inspirada de chelem (torneo), término utilizado en inglés y francés para definir un torneo. 
Smith ha publicado varios libros sobre el movimiento de poesía slam, además de publicar dos libros de su propio trabajo, siendo el más conocido «Crowdpleaser» (1996). Realiza giras extensas, interpretando su propia poesía influida por Carl Sandburg y organizando slams de poesía. También realiza giras con un espectáculo titulado Sandburg to Smith-Smith to Sandburg, que combina la obra de ambos poetas con jazz en vivo. Se ha descrito a sí mismo como un socialista.

## Filmografía
- SlamNation - 1998, dirigido por Paul Devlin
- Sunday Night Poets - 2002,dirigido por David Rorie, Pugi Films distribuido por National Film Network
- Histoire de dires[4] - 2008, documental dirigido por Yann Francès y Matthieu Chevallier - producido por Vivement lundi!